# Hastings Keith

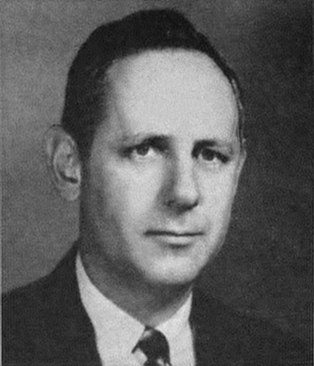
Hastings Keith (1965)

Hastings Keith (* 22. November 1915 in Brockton, Massachusetts; † 19. Juli 2005 ebenda) war ein US-amerikanischer Politiker. Zwischen 1959 und 1973 vertrat er den Bundesstaat Massachusetts im US-Repräsentantenhaus.

## Werdegang
Hastings Keith absolvierte die Brockton High School und die Deerfield Academy. Danach studierte er bis 1938 an der University of Vermont in Burlington. Im Jahr 1938 legte er auch ein Examen an der Harvard University ab. Keith wurde Offizier in der Nationalgarde von Massachusetts. Während des Zweiten Weltkrieges diente er in der US Army. Dabei war er in Europa eingesetzt. Später war er Oberst in der Army-Reserve. In den Jahren 1948 und 1949 gehörte er zum Lehrkörper des Evening College of Commerce, das der Boston University angegliedert ist. Von 1946 bis 1952 war er auch Vertreter und Bezirksmanager einer Lebensversicherung in Boston. Keith blieb auch später in der Versicherungsbranche und war bis 1984 Partner einer allgemeinen Versicherungsgesellschaft. Zudem schlug er als Mitglied der Republikanischen Partei eine politische Laufbahn ein. Von 1953 bis 1956 gehörte er dem Senat von Massachusetts an. Im Jahr 1956 kandidierte er noch erfolglos für den Kongress.
Bei den Kongresswahlen des Jahres 1958 wurde Keith dann aber im neunten Wahlbezirk von Massachusetts in das US-Repräsentantenhaus in Washington, D.C. gewählt, wo er am 3. Januar 1959 die Nachfolge von Donald W. Nicholson antrat. Nach sechs Wiederwahlen konnte er bis zum 3. Januar 1973 sieben Legislaturperioden im Kongress absolvieren. Seit 1963 vertrat er dort als Nachfolger von John W. McCormack den zwölften Distrikt seines Staates. In diese Zeit fielen unter anderem der Vietnamkrieg und die Bürgerrechtsbewegung. 1972 verzichtete Keith auf eine weitere Kandidatur.
Im Jahr 1992 bewarb er sich zunächst innerhalb seiner Partei um die Nominierung für die Kongresswahlen dieses Jahres. Er zog diese Kandidatur aber wieder zurück. Hastings Keith starb am 19. Juli 2005 in seinem Geburtsort Brockton.